# Ramularia collo-cygni
Ramularia collo-cygni är en svampart som beskrevs av B. Sutton & J.M. Waller 1988. Ramularia collo-cygni ingår i släktet Ramularia och familjen Mycosphaerellaceae.   Inga underarter finns listade i Catalogue of Life.